# آلیس این چینز
آلیس این چینز (انگلیسی: Alice in Chains؛ که اغلب به‌اختصار AIC نامیده می‌شود) یک گروه راک آمریکایی است که در سال ۱۹۸۷ در سیاتل شکل گرفت. از سال ۲۰۰۶، ترکیب اعضای گروه شامل خواننده/گیتاریست‌ها جری کنترل و ویلیام دووال، نوازنده گیتار بیس مایک اینز و درامر شان کینی بوده است. خواننده پیشین گروه لین استیلی و نوازنده بیس پیشین مایک استار از اعضای سابق به‌شمار می‌روند. نام گروه از گروه قبلی استیلی با نام Alice N' Chains گرفته شده است. گرچه این گروه غالباً وابسته به موسیقی گرانج شناخته می‌شود، سبک و صدای آن‌ها ریشه‌ای عمیق در هوی متال دارد. این گروه به‌دلیل سبک خاص و منحصربه‌فرد آوازخوانی خود شهرت دارد، به‌ویژه آوازهای هارمونیکِ دونفره بین استیلی و کَنتِرل (و در سال‌های بعد کَنتِرل و دووال).
آلیس این چینز در دهه ۱۹۹۰ میلادی و هم‌زمان با موج گرانج، در کنار دیگر گروه‌های سیاتلی مانند نیروانا، پرل جم و ساوندگاردن به شهرت جهانی رسید. آن‌ها در این دوران با انتشار آلبوم‌های فِیس‌لیفت (۱۹۹۰)، دِرت (۱۹۹۲) و آلیس این چینز (۱۹۹۵) و همچنین ئی‌پی موفق شیشه‌ای از مگس‌ها (۱۹۹۴) به موفقیت دست یافتند. از سال ۱۹۹۶ به بعد، گروه با دوره‌های طولانی از بی‌تحرکی روبه‌رو شد که عمدتاً به‌دلیل اعتیاد استیلی بود؛ مسئله‌ای که در نهایت به مرگ او در سال ۲۰۰۲ انجامید و باعث وقفه‌ای طولانی در فعالیت‌های گروه شد. آلیس این چینز در سال ۲۰۰۵ دوباره تشکیل شد و دووال در سال ۲۰۰۶ به گروه پیوست تا در کنار کَنتِرل نقش خواننده اصلی را نیز ایفا کند. پس از آن، گروه سه آلبوم دیگر منتشر کرده است.
از زمان تأسیس، آلیس این چینز شش آلبوم استودیویی، سه ئی‌پی، سه آلبوم زنده، چهار مجموعه، دو دی‌وی‌دی، ۴۳ موزیک ویدیو و ۳۲ تک‌آهنگ منتشر کرده است. آن‌ها بیش از ۳۰ میلیون نسخه در سراسر جهان و بیش از ۲۰ میلیون نسخه تنها در ایالات متحده فروش داشته‌اند. گروه ۱۸ ترانه در جمع ۱۰ تک‌آهنگ برتر جدول مین‌استریم راک بیلبورد و ۵ تک‌آهنگ شماره یک در این جدول داشته و یازده بار نامزد جایزه گرمی شده است. آلیس این چینز در فهرست «۱۰۰ هنرمند برتر هارد راک» شبکه وی‌اچ‌وان رتبه ۳۴ را کسب کرده و در فهرست هیت پارادر به‌عنوان پانزدهمین گروه زنده برتر تاریخ انتخاب شده است.

## تاریخچه
آلیس این چینز (به انگلیسی: Alice in Chains؛ ترجمه نام: آلیس در زنجیر) در سال ۱۹۸۷ در سیاتل، واشینگتن آمریکا بنیان‌گذارده شد.
آهنگ «خروس» (به انگلیسی: Rooster) این گروه در مورد سرگذشت پدر گیتاریست گروه (جری کانترل) است که یکی از سربازان جنگ ویتنام بود. این آهنگ باعث توجه بسیاری در محافل موسیقی راک گردید.
در سال ۲۰۰۲ جسد بیجان لین استیلی (خواننده و ترانه‌سرای اصلی) که بر اثر مصرف هم‌زمان کوکائین و هروئین درگذشته بود، در آپارتمان‌اش در سیاتل، واشینگتن پیدا شد.
 در پی مرگ استیلی فعالیت گروه برای مدتی متوقف شد ولی آن‌ها در سال ۲۰۰۵ با یک خوانندهٔ جدید به‌نام ویلیام دووال کارشان را از سر گرفتند و در سال ۲۰۰۹ آلبوم استودیویی سیاهی جای خود را به آبی می‌دهد را روانه بازار کرد.

## اعضای گروه
| اعضای فعلی - ویلیام دووال – آواز اصلی، ریتم گیتار (۲۰۰۶–اکنون) - جری کنترل – لید گیتار، آواز (۱۹۸۷–۲۰۰۲, ۲۰۰۵–اکنون) - مایک اینز – بیس، آواز زمینه (۱۹۹۳–۲۰۰۲, ۲۰۰۵–اکنون) - شان کینی – درام، ساز کوبه‌ای (۱۹۸۷–۲۰۰۲, ۲۰۰۵–اکنون) | اعضای سابق - لین استیلی – آواز اصلی، ریتم گیتار (۱۹۸۷–۲۰۰۲; مرگ ۲۰۰۲) - مایک استار – بیس، آواز زمینه (۱۹۸۷–۱۹۹۳; درگذشته در ۲۰۱۱) |

## آلبوم‌ها
- Facelift (1990)
- Dirt (1992)
- Alice in Chains (1995)
- Black Gives Way to Blue (2009)
- The Devil Put Dinosaurs Here (2013)
- Rainier Fog (2018)